# خاصة تراش (عليا أردستان)
خاصة تراش (بالفارسية: خاصه تراش) هي قرية تقع في إيران في قسم علیا الريفي. يقدر عدد سكانها بـ 16 نسمة بحسب إحصاء 2016.